# 39 (szám)
A 39 (római számmal: XXXIX) egy természetes szám, félprím, a 3 és a 13 szorzata.

## A szám a matematikában
A tízes számrendszerbeli 39-es a kettes számrendszerben 100111, a nyolcas számrendszerben 47, a tizenhatos számrendszerben 27 alakban írható fel.
A 39 páratlan szám, összetett szám, azon belül félprím, kanonikus alakban a 31 · 131 szorzattal, normálalakban a 3,9 · 101 szorzattal írható fel. Négy osztója van a természetes számok halmazán, ezek növekvő sorrendben: 1, 3, 13 és 39.
Tizennégyszögszám.
Perrin-szám.
Egyetlen szám, a 217 valódiosztó-összegeként áll elő..
A 39-es szám több pitagoraszi számhármasban szerepel, ilyenek a (39; 52; 65), a (39; 80; 89), valamint a (15; 36; 39) hármasok.
Az első 39 pozitív egész szám összege (vagyis a 39. háromszögszám) 780, e 39 szám szorzata (azaz a 39 faktoriálisa): 39! = 2,03978820811974 · 1046.
A 39 négyzete 1521, köbe 59 319, négyzetgyöke 6,245, köbgyöke 3,39121, reciproka 0,025641. A 39 egység sugarú kör kerülete 245,04423 egység, területe 4778,36243 területegység; a 39 egység sugarú gömb térfogata 248 474,84616 térfogategység.
A 39 helyen az Euler-függvény helyettesítési értéke 24, a Möbius-függvényé 1, a Mertens-függvényé 0.

## A szám mint sorszám, jelzés
A periódusos rendszer 39. eleme az ittrium.

## A kultúrában
A héber Biblia a protestánsok szerint 39 könyvből áll.
Sokan gondolják, hogy Jézusra 39 korbácsütést mértek a keresztre feszítése előtt, ugyanakkor a Bibliában nem szerepel a pontos szám. A zsidóknál 40-ben maximálták a korbácsütések számát, de nehogy valaki véletlenül 41 ütést kapjon, ezért a gyakorlatban 39 korbácsütést alkalmaztak.
A Nibelung-ének 39 kalandnak (âventiure) nevezett énekből áll.
Az Amerikai Egyesült Államok alkotmányát 39-en látták el kézjegyükkel.
Babits Mihály első verseskötete, az 1909-es Levelek Iris koszorújából 39 verset tartalmaz.
Alfred Hitchcock 19. filmjének címe 39 lépcsőfok, John Buchan azonos című regényéből.
Makk Károly 1959-es filmje A 39-es dandár.
A feminista mozgalom (második hulláma) egyik alapművének, Judy Chicago The Dinner Party[forrás?] című installációjának 39 terítéke 39 híres nőt szimbolizál.
Cseh Tamás Frontátvonulásának Születtem Magyarországon című dalában a 87 éves öreg „vagy harminckilenc asszonyt” hagyott el életében.
A 39 kulcs (The 39 Clues) egy amerikai könyvsorozat címe.